# Eindhoven Raptors
De Eindhoven Raptors zijn een Americanfootballteam uit Eindhoven. Ze komen uit in de eerste divisie A, dat georganiseerd wordt door de American Football Bond Nederland. Het team is de organisator van de Liberty Bowl, het traditionele openingstoernooi voor Americanfootballclubs in Nederland.

## Geschiedenis
De Eindhoven Raptors werden opgericht in 2000. Eind 1999 kreeg een aantal enthousiastelingen het idee in Eindhoven een Americanfootballvereniging op te zetten. Eerder waren er al Americanfootballteams geweest in de omgeving van Eindhoven, maar deze bestonden niet meer. Na een oproep tijdens de uitzending van de Super Bowl op televisie reageerden veel enthousiastelingen. Daarbij meldden zich ook ervaren mensen die destijds voor de Tilburg Steelers speelden.
Het team sloot zich in 2000 aan bij een van de twee Americanfootballbonden in Nederland: de American Football League Nederland (AFLN). Eerst volgden enkele trainingsjaren waarin voornamelijk flag football gespeeld werd. In 2001 werd het trainingsveld goedgekeurd en volgde de eerste officiële wedstrijd in de competitie.
In 2007 werd tevens begonnen met een jeugdteam.